# David di Tommaso
David di Tommaso (* 6. Oktober 1979 in Échirolles; † 29. November 2005 in De Meern, Gemeinde Utrecht, Niederlande) war ein französischer Fußballspieler.

## Leben und Karriere
Di Tommaso, der auch in der französischen Jugendnationalmannschaft spielte, begann seine Karriere 1998 beim französischen Erstligisten AS Monaco, mit dem er auch in der Champions League spielte. Ab 2001 spielte er in der zweiten französischen Liga beim CS Sedan, ehe er Mitte 2004 in die Niederlande zum FC Utrecht wechselte, wo er von den Fans gleich im ersten Jahr zum Spieler des Jahres gewählt wurde.
Di Tommaso starb in der Nacht zum 29. November 2005 im Alter von 26 Jahren an Herzversagen. Er hinterließ seine Frau Audrey und einen Sohn.
| Personendaten    | Personendaten                           |
| ---------------- | --------------------------------------- |
| NAME             | Tommaso, David di                       |
| KURZBESCHREIBUNG | französischer Fußballspieler            |
| GEBURTSDATUM     | 6. Oktober 1979                         |
| GEBURTSORT       | Échirolles, Frankreich                  |
| STERBEDATUM      | 29. November 2005                       |
| STERBEORT        | De Meern, Gemeinde Utrecht, Niederlande |